# Capela de São José ou de Santa Isabel, Rainha de Portugal
A Capela de São José ou de Santa Isabel, Rainha de Portugal é do século XVIII,e foi construída no Espinhal em homenagem a Rainha Santa Isabel de Portugal, tanto é que dentro da capela há uma escultura dela ainda do século XVIII, esta capela é uma obra de arte do século XVII e foi restaurada para ficar mais conservada.

## História
Esta capela foi feita em honra de S. José mas em homenagem a Rainha Santa Isabel, no início dos anos 30.a capela foi restaurada pois estava arruinada, foi com o dinheiro que sobrou de uma ajuda monetária fornecida pelo ministro das finanças a pedido dos lavradores cujas colheitas estavam perdidas, devido a uma forte chuva de granizo, por causa disto a capela ficou temporariamente designada como “Capela de Nossa Senhora do Granizo”.

## Restauração
A restauração da capela deixou-a mais reparada e com todas as esculturas antigas de:
- S. José que está mesmo no centro com o menino;
- Nossa Senhora que fica à direita;
- Santa Isabel, Rainha de Portugal que se encontra à esquerda e outra na parede;
- Santa Rita;
- Nossa Senhora de Fátima;

Estão todas junto às paredes, existe ainda um coro de madeira, para ir lá deve-se subir as escadas da direita.